# Паниткин, Дмитрий Фёдорович
Дмитрий Фёдорович Паниткин (19 сентября 1898,  д.  Косьминка, Курская губерния, Российская империя —  7 сентября 1955,  Москва, СССР) — советский военачальник, генерал-майор артиллерии  (01.10.1942). Командор норвежского ордена Святого Олафа.

## Биография
Родился 19 сентября 1898 года в деревне Косьминка ныне в Подолешенском сельском поселении Прохоровского района Белгородской области. Русский. 
С  1 февраля 1917 года служит в Российской императорской армии и принимает участие в Первой мировой войне. С ноября 1918 года служит в РККА. Участник Гражданской войны был ранен и контужен.  Член ВКП(б) с 1922 года.  После войны окончил  Четвёртые Киевские артиллерийские курсы и был оставлен там на командной и преподавательской работе. Затем продолжил службу продолжил службу  на командно-начальствующих должностях в войсках.
22 февраля  1938 года - В связи с 20-й годовщиной Рабоче-Крестьянской Красной Армии и Военно-морского Флота  за проявленные ими мужество и самоотверженность в боях с врагами Советской власти и за выдающиеся успехи и достижения в боевой, политической и технической подготовке частей и подразделений Рабоче-Крестьянской Красной Армии, майор Паниткин был награждён  орденом Красного Знамени.
С началом Великой Отечественной войны полковник  Паниткин служит начальником артиллерии  14-й  армии. На 22 июня года армия занимала полосу обороны от побережья Баренцева моря до Ухты. 24 июня армия вошла в состав вновь созданного Северного фронта и обороняла фронт протяжённостью 550 километров, контролируя побережье Кольского полуострова с длиной береговой линии около 300 километров. 15 августа 1941 года во время авиационного налёта на командный пункт погиб командир 88-й стрелковой дивизии генерал-майор А. И. Зеленцов. В этот же день командование дивизией временно принял  Паниткин  и находился в этой должности до 29 августа 1941 года, после чего вновь занял свою должность. Руководил артиллерией 14-й  армии в ожесточённых оборонительных боях на Мурманском, Кандалакшском направлениях и в Северной Карелии (Кестеньга) с протяжённостью фронта в 550 км. В целом, части армии свою задачу выполнили, не допустив захвата Кольского полуострова, Мурманска и Кировской железной дороги, сохранив базу советского Северного флота. Более того, именно на участке армии войска противника продвинулись на минимальное расстояние от государственной границы, а на участке 23-го укрепрайона и 135-го стрелкового полка 14-й стрелковой дивизии им и вовсе не удалось переступить за пограничный знак № 1.
Линия фронта в полосе действий 14-й армии с осени 1941 года по осень 1944 года оставалась исключительно стабильной. Противоборствующие стороны испытывали одинаковые трудности: тяжёлые природные условия вкупе с постоянно совершенствующейся обороной противников не давали развернуть сколько-нибудь широкие военные действия. В апреле  1942 года принял участие в Кестеньгской операции. Это наступление по сути являлось контрнаступлением, так как в феврале-марте 1942 года разведкой было установлено сосредоточение вражеских войск с целью их собственного наступления. Бои на кестеньгском направлении продолжались в течение 10 дней, имело место некоторое продвижение советских частей, однако в конечном итоге стороны перешли к обороне на прежних позициях — тем не менее, наступление вражеских войск было сорвано.  27 апреля 1942 войска армии  после мощной трёхчасовой артиллерийской подготовки организованной Паниткиным перешли в наступление и на мурманском направлении, на рубеже реки Западная Лица, войска 10-й гвардейской стрелковой дивизии продвинувшись на несколько километров, смогли выйти во фланг вражеской группировки на плацдарме, однако уже с 5 мая 1942 года  вновь заняли прежние рубежи за редкими частными исключениями. После этого более или менее широкомасштабных боевых действий в полосе армии не велось до октября 1944 года.
С 7 октября по 1 ноября 1944 года генерал-майор артиллерии Паниткин принял участие в Петсамо-Киркенесской наступательной операции, вошедшую в историю как Десятый удар Сталина, известна прежде всего как операция стратегического значения, успешно проведённая бойцами 14-й армии Карельского фронта и моряками Северного флота в Заполярье, на стыке границ трёх государств — Советского Союза, Норвегии и Финляндии. Операция имела большое военно-политическое значение. Немцы потеряли плацдарм, откуда угрожали северным районам Советского Заполярья с 1941 года. Область Петсамо, передача которой от Финляндии к СССР была оговорена Московским перемирием, теперь и фактически отошла в советское владение. От немецких оккупантов были освобождены восточные районы норвежской провинции Финнмарк, что дало дополнительный толчок развитию национально-освободительного движения Северной Норвегии в борьбе с захватчиками и коллаборационистами.  За умелое планирование  и успешное применение артиллерии в  боевых операциях полковник   Паниткин   был награждён  орденом Кутузова 1-й степени и   норвежским орденом Святого Олафа.   
За время войны генерал  Паниткин был четыре раза персонально упомянут в благодарственных в приказах Верховного Главнокомандующего.
24 июня 1945 года генерал-майор Паниткин был удостоен высокой чести командовать 2-м  батальоном сводного полка Карельского фронта принявшего участие в историческом Параде Победы. 

Генерал Д. Ф. Паниткин был чрезвычайно дотошным. Нередко он лично доходил до ротных опорных пунктов, до отдельных ротных минометов, расположенных в первой траншее. Пробирался ползком, преодолевая участки местности, простреливаемые ружейно-пулеметным огнем противника. Стремился лично наблюдать артиллерийскую стрельбу, был исключительно грамотным и опытным артиллеристом. Он прошел большой и славный боевой путь от красноармейца до командующего артиллерией армии. В 14-ю армию он прибыл в 1940 году и вместе с нею пережил трудный начальный период Великой Отечественной войны, испытал горечь потерь. Он являлся примером для подчиненных ему командиров в стойкости, мужестве, решительности. Дмитрий Федорович командовал уверенно, со знанием дела. Он внимательно прислушивался к мнению подчиненных, стремился найти рациональное зерно в каждом предложении, любил инициативных, думающих артиллеристов, всячески поддерживал все их добрые и полезные начинания. По характеру он был уравновешенным, выдержанным человеком. Никогда ничего не решал с наскока, любил все взвесить, продумать и проверить. Принятое же решение проводил в жизнь твердо и без колебаний. Требователен он был до педантизма, не терпел даже малейшего проявления расхлябанности и бескультурья. Несмотря на некоторые свойственные ему сухость и строгость, постоянно проявлял заботу о людях, поощрял достойных".
— Соколов В. Ф. На правом фланге фронта. — М.: Воениздат, 1985. Дата обращения: 29 декабря 2021. Архивировано 31 января 2009 года.
После окончания войны  продолжил службу на должности начальника артиллерии  Беломорского военного округа, а затем на других командных должностях в Советской Армии.
Скончался 7 сентября 1955 года в  Москве,  похоронен там же  Ваганьковском кладбище.

## Награды
СССР
- орден Ленина (21.02.1945)[5][6]
- три ордена Красного Знамени (22.02.1938[7],  03.11.1944[8][6], 24.06.1948[7][6])
- орден Кутузова I степени (02.11.1944)[9]
  - медали в том числе:
  - «XX лет Рабоче-Крестьянской Красной Армии» (1938)[9]
  - «За оборону Советского Заполярья» (1945)[7]
  - «За победу над Германией в Великой Отечественной войне 1941—1945 гг.» (1945)[7]

Приказы (благодарности) Верховного Главнокомандующего в которых отмечен Д. Ф. Паниткин.
- За прорыв сильно укреплённой обороны немцев северо-западнее Мурманска и овладение городом Петсамо (Печенга) — важной военно-морской базой и мощным опорным пунктом обороны немцев на Крайнем Севере. 15 октября 1944 года. № 197.
- За освобождение от немецких захватчиков всего района никелевого производства и овладение населёнными пунктами Печенгской (Петсамской) области — Никель, Ахмалахти, Сальмиярви. 23 октября 1944 года. № 202.
- За пересечение государственной границы Норвегии и овладение городом Киркенес— важным портом в Баренцевом море. 25 октября 1944 года. № 205.
- За полное освобождение Печенгской (Петсамской) области от немецких захватчиков. 1 ноября 1944 года. № 208.

Других государств
 Норвегия:
- Командор норвежского ордена Святого Олафа (1945)